# Климент Пападопулос
Климент (на гръцки: Κλήμης) е гръцки духовник, гардикийски епископ на гръцката старостилна Църква на истинно-православните християни на Гърция (Синод на Хрисостом).

## Биография
Роден e в 1966 година в македонския Драма, Гърция, със светското име Кирил Пападопулос (Κύριλλος Παπαδόπουλος). В 1985 година започва да учи в Богословския факултет на Солунския университет, който завършва в 1989 година с отличие. В 1989 година се замонашва в старостилния манастир „Св. св. Киприан и Юстина“ във Фили. Ръкоположен е за дякон на 11 (24) декември 1989 година, и за презвитер на 29 ноември 1993 година от митрополит Киприан Филийски. Работи като помощник-секретар, свещеник и проповедник на манастира и Светата митрополия на Оропос и Фили и се занимава с издателска и образователна дейност. Автор е на статии и студии с историческо и проповедническо съдържание. Ръкоположен като викарен епископ на митрополията на 7 (20) октомври 2007 година от митрополит Киприан от Синода на противостоящите. На 5 (18) март 2014 година заедно с всички членове на Синода на противостоящите влиза в състава на Църквата на истинно-православните християни в Гърция (Синод на Хрисостом) и е избран от Синода за негов секретар. На 5 (18 април) 2014 година е избран за управляващ на новата Моравска епархия и е член на Синода, отговарящ за догматично-каноничните въпроси и младежта.